# Shangshaleng (sockenhuvudort i Kina, Shanxi Sheng, lat 39,20, long 112,49)
Shangshaleng är en sockenhuvudort i Kina. Den ligger i provinsen Shanxi, i den norra delen av landet, omkring 150 kilometer norr om provinshuvudstaden Taiyuan. Antalet invånare är 14 100. Befolkningen består av 6 593 kvinnor och 7 507 män. Barn under 15 år utgör 16,0 %, vuxna 15-64 år 73 %, och äldre över 65 år 9,0 %.
Runt Shangshaleng är det ganska tätbefolkat, med 149 invånare per kvadratkilometer. Närmaste större samhälle är Jiazhuang, 6,2 km nordost om Shangshaleng. Trakten runt Shangshaleng består i huvudsak av gräsmarker.
Genomsnittlig årsnederbörd är 633 millimeter. Den regnigaste månaden är juli, med i genomsnitt 184 mm nederbörd, och den torraste är januari, med 3 mm nederbörd.